# Murilo Canto
Murilo Sampaio Canto (Jaguaruna, 1 de julho de 1937) é um dentista, advogado e político brasileiro.
Filho de Mário Marques e de Laura Sampaio Canto. Casou com Icelda de Luca Canto.
Foi deputado à Assembleia Legislativa de Santa Catarina na 7ª legislatura (1971 — 1975), na 8ª legislatura (1975 — 1979), e na 9ª legislatura (1979 — 1983).